# 江暉 (音樂創作人)
江暉（？—），21世紀初香港男演員，後轉型為音樂製作人，常以別名江輝參與電影配樂工作。

## 生平
2001年加入無綫電視成為藝員，多擔任戲份不多的電視劇配角，首部參與作品為《尋秦記》，戲份較多的演出有2004年在《陀槍師姐IV》中飾演警方電腦專家江偉豪，同年在該台的《萬千星輝賀台慶2004》中獲「飛躍進步男藝員」獎項提名。
他在拍劇之餘亦自學音樂創作，2003年他首次有作品被一位導演以1000港元的低價買下版權，但他該時期的作品仍多不被唱片公司接納。2006年其作曲的《一個人的浪漫》獲得第18屆CASH流行曲創作大賽「網上最受歡迎歌曲」獎。2010年拍罷《讀心神探》後離開無綫電視，專注發展音樂事業。後被日本唱片公司Fuji Pacific羅致，兩年後轉投環球唱片。
在2008年播映的劇集《法網群英》中（鄧特希工作室有限公司與亞洲電視聯合製作）首次參與影視配樂工作，及後亦曾擔任香港電視網絡及ViuTV的劇集配樂工作，並客串幕前演出。

## 演出作品

### 無綫電視劇集
- 《尋秦記》
- 《陀槍師姐III》[1]
- 《烈火雄心II》[1]
- 《衝上雲霄》[1]
- 《律政新人王》[2]
- 《陀槍師姐IV》
- 《妙手仁心III》[1]
- 《溏心風暴》[1]
- 《珠光寶氣》[1]
- 《讀心神探》
- 《那些我愛過的人》

### 亞洲電視劇集
- 《親密損友》

### 香港電視網絡劇集
- 《導火新聞線》[1]
- 《來生不做香港人》
- 《夜班》
- 《警界線》
- 《三面形醫》
- 《我阿媽係黑玫瑰》
- 《開腦儆探》
- 《歲月樓情》

### ViuTV劇集
- 《詭探前傳》

### 電影
- 《#PTGF出租女友》

## 音樂作品

### 歌曲
- 鄧穎芝《一個人的浪漫》（第18屆CASH流行曲創作大賽「網上最受歡迎歌曲」）
- 彭遠揚《Sa Rang Hae Yo》（韓國電視劇《巨人》香港亞洲電視播映版本主題曲）
- 羅志祥《生理時鐘》（臺灣電視劇《海派甜心》插曲）[1]
- 呂喬恩《Lonely Shadow》（香港網絡劇《夜班》插曲）
- 周筆暢《單面鏡》[1]
- 鄭欣宜（Feat. 黃子華）《Final Calling》（電影《棟篤特工》主題曲）
- 林慧倩《花蕾》
- 呂喬恩《Never Too Late》（香港電視劇《星空下的仁醫》插曲）
- 炎明熹《Crystal Clear》（香港電視劇《新聞女王》片尾曲，國語版為《透徹》）
- 王灝兒《The Break of Dawn》（香港電視劇《反黑英雄》片尾曲）
- 吳若希《空白》（香港電視劇《反黑英雄》插曲）
- 戴祖儀《黯月》（香港電視劇《黑色月光》插曲）

### 影視配樂
- 劇集《法網群英》
- 劇集《導火新聞線》及電影版《導火新聞線》[1]
- 劇集《夜班》
- 電影《我們停戰吧！》
- 電影《小男人週記3之吾家有喜》
- 劇集《詭探》
- 劇集《Plan B》
- 電影《棟篤特工》
- 電影《作家的謊言：筆忠誘罪》[1]
- 電影《#PTGF出租女友》
- 電影《假冒女團》
- 電影《劫數難逃》

## 個人生活
2022年與余姓女友成婚，娛樂圈內友人陳少邦、鄭世豪、林熹瞳（反串）等人擔任婚禮兄弟團。

## 外部連結
- 江暉在香港影庫上的簡介